# Municipio de Sperry
El municipio de Sperry (en inglés: Sperry Township) es un municipio ubicado en el condado de Clayton en el estado estadounidense de Iowa. En el año 2010 tenía una población de 485 habitantes y una densidad poblacional de 5,15 personas por km².

## Geografía
El municipio de Sperry se encuentra ubicado en las coordenadas 42°46′52″N 91°32′24″O / 42.78111, -91.54000. Según la Oficina del Censo de los Estados Unidos, el municipio tiene una superficie total de 94.15 km², de la cual 94,13 km² corresponden a tierra firme y (0,02 %) 0,02 km² es agua.

## Demografía
Según el censo de 2010, había 485 personas residiendo en el municipio de Sperry. La densidad de población era de 5,15 hab./km². De los 485 habitantes, el municipio de Sperry estaba compuesto por el 97,53 % blancos, el 1,44 % eran de otras razas y el 1,03 % eran de una mezcla de razas. Del total de la población el 2,06 % eran hispanos o latinos de cualquier raza.